# Aizoanthemum
Aizoanthemum, biljni rod iz porodice čupavica. Nekoliko vrsta raste od Angole preko Namibije do JAR-a.

## Vrste
1. Aizoanthemum dinteri (Schinz) Friedrich
2. Aizoanthemum galenioides (Fenzl ex Sond.) Friedrich
3. Aizoanthemum membrum-connectens Dinter ex Friedrich
4. Aizoanthemum mossamedense (Welw. ex Oliv.) Friedrich
5. Aizoanthemum rehmannii (Schinz) H.E.K.Hartmann